# Wundschuh-Neuteich
Wundschuh-Neuteich este o arie protejată (arie specială de conservare — SAC, sit de importanță comunitară — SCI) din Austria întinsă pe o suprafață de 3,11 ha, integral pe uscat.

## Localizare
Centrul sitului Wundschuh-Neuteich este situat la coordonatele 46°55′39″N 15°25′41″E / 46.9275°N 15.4281°E.

## Înființare
Situl Wundschuh-Neuteich a fost declarat sit de importanță comunitară în octombrie 2015 pentru a proteja 1 specie de plante. Situl a fost protejat și ca arie specială de conservare în mai 2017.

## Biodiversitate
Situată în ecoregiunea continentală, aria protejată conține 2 habitate naturale: Ape stătătoare oligotrofe până la mezotrofe, cu vegetație de Littorelletea uniflorae și/sau de Isoëto-Nanojuncetea, Lacuri eutrofice naturale cu vegetație de tip Magnopotamion sau Hydrocharition.
La baza desemnării sitului se află o specie protejată de  plante: Marsilea quadrifolia.
Pe lângă speciile protejate, pe teritoriul sitului au mai fost identificate 3 specii de plante.